# Thomas Wedgwood

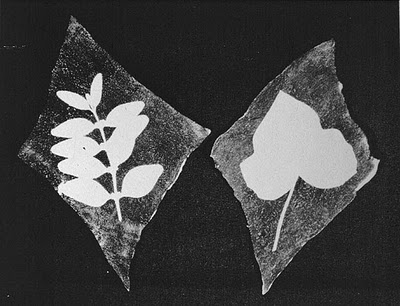
Kontaktní otisk na bázi chloridu stříbrného

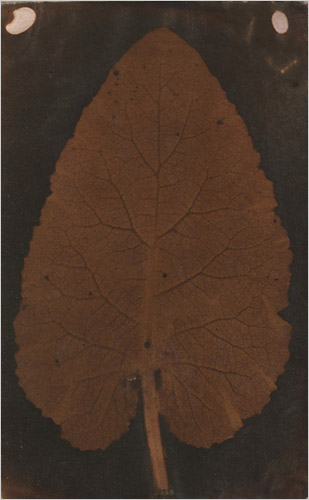
Sarah Anne Bright: Quillan Leaf (List z Quillanu)

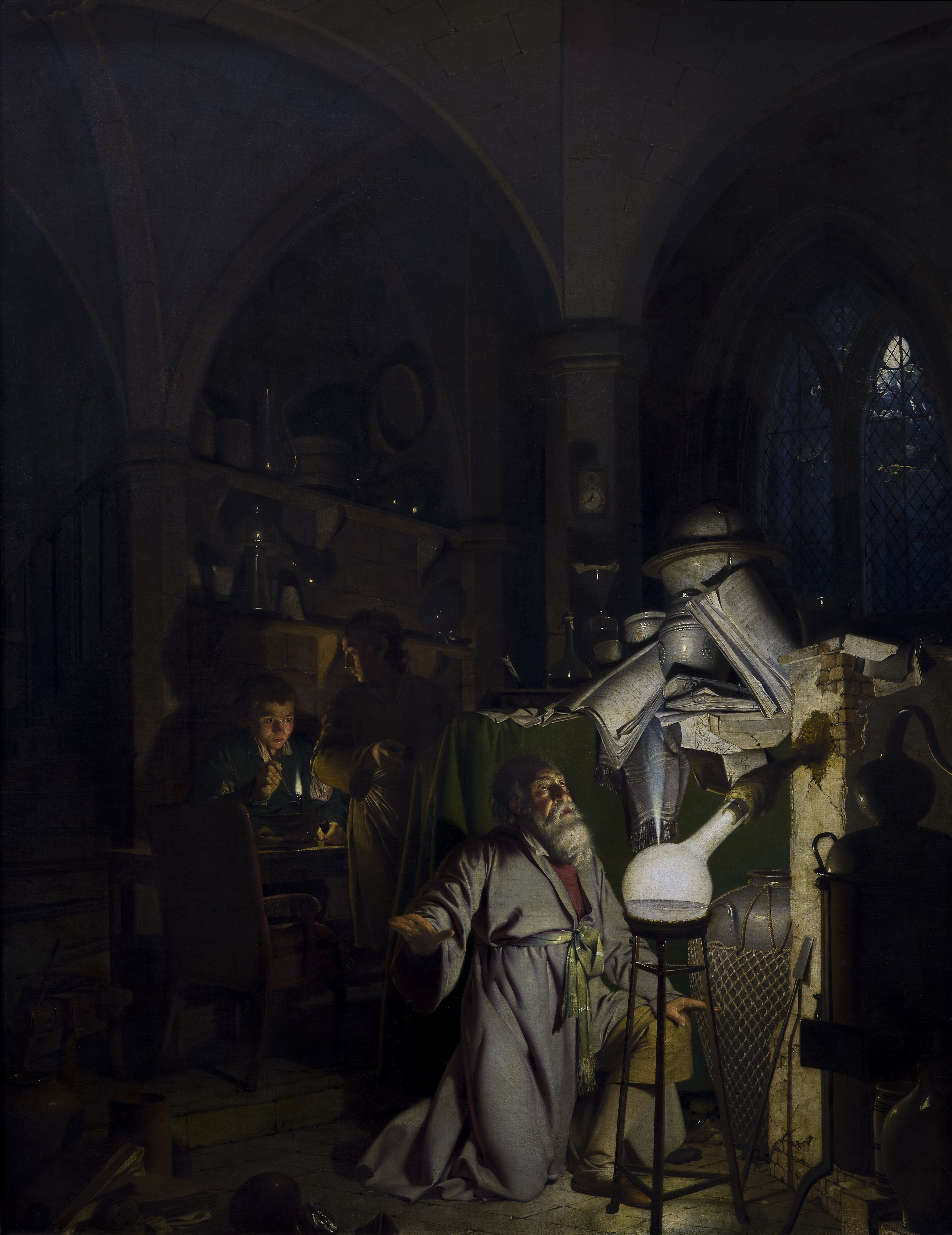
Obrazem Alchymista objevující fosfor (1771) malíře Josepha Wrighta z Derby se pravděpodobně nechal Thomas Wedgwood inspirovat

Thomas Wedgwood (14. května 1771 Staffordshire – 10. července 1805 Dorset), syn Josiaha Wedgwooda, byl hrnčířem, průmyslníkem a později experimentoval společně s Humphrym Davym ve fotografii, je považován za průkopníka a vynálezce v oboru fotografie.

## Život
Thomas Wedgwood se narodil 14. května 1771 ve Staffordshire, který je dnes součástí města Stoke-on-Trent v Anglii. Do rodiny s dlouhodobou tradicí výrobců keramiky, vyrůstal a byl vzděláván v Etrurii, kde mu byla během jeho mládí vštípena láska k umění. Během svého krátkého života se sdružoval s malíři, sochaři a básníky, kterým pak byl patronem poté, co v roce 1795 zdědil bohatství svého otce.
Jako dospívající se Wedgwood začal zajímat o nejlepší metodu na vzdělávání dětí a mnoho času trávil studováním dětí. Došel k závěru, že většina informací, které mozek dospívajících přijme, prochází očima a jsou spojeny se světlem a obrazy. Pokoušel se vytvořit stálé obrazy pomocí světla a s nimi zkvalitnit výuku, což ho přivedlo k myšlence vynálezu fotografie.
Wedgwood se nikdy neoženil a neměl děti. Zemřel v anglickém hrabství Dorset.

## Průkopník fotografie
Wedgwoodovi je připisován velký přínos za vývoj technologie fotografie – za to, že snad jako první muž vymyslel a vyvinul metodu kopírování viditelného obrazu na bázi chemicky stálého média.
Při svých mnoha experimentech se světlem a teplem – a samozřejmě dusičnanem stříbrným podle rady svého učitele Alexandra Chisholma a členů společnosti Lunar Society – Wedgwood poprvé použil jako cameru obscuru keramický hrnec, který natřel dusičnanem stříbrným a obalil nejprve bílou kůží a posléze papírem. Na papír nechal na slunečním světle otisknout obrys skutečnosti, jejíž obraz vstupoval úzkým otvorem do hrnce. Bylo to první použití metody chemického otisku siluety – profilu objektu – snímaného objektu. Výsledky však byly neúspěšné – Wedgwood neuměl ustálit obraz a ten po čase ztmavl.
Jeho hlavním úspěchem byl tisk profilu objektů přímým kontaktem na upravený papír, čímž se vytvořil obraz tvaru na papíře – podobným postupem kopíroval transparentní obrazy na skle přímým kontaktem a vystaveným působení slunečního záření.
Data jeho prvních fotografických pokusů nejsou známé, ale je známo, že o fotografických postupech radil Jamesi Wattovi (1736–1819) asi v roce 1790 nebo 1791. Watt napsal Wedgwoodovi:
„Vážený pane, děkuji Vám za Vaše instrukce o stříbrných obrázcích, až budu doma, udělám nějaké experimenty.“
James Watt
Spolupracoval také se svým přítelem anglickým chemikem, experimentátorem, zakladatelem elektrochemie a objevitelem řady chemických prvků Humphry Davy (1778–1829).

## Inspirace
Thomas Wedgwood se ve svém počínání nechal pravděpodobně inspirovat obrazem Alchymista objevující fosfor z roku 1771, jehož autorem byl Joseph Wright z Derby.

## Quillan Leaf
Otázka autorství fotogramu listu se znovu objevila poté, co byla nabízena k prodeji série fotografií známá jako Quillan Collection v aukční síni Sotheby v New Yorku v roce 2008. Sbírku sestavil v letech 1988-1990 soukromý sběratel umění Jill Quasha.
V kolekci se nacházela fotografie listu, o které myslelo, že autorem je William Henry Fox Talbot, ale když odborník na Talbota pan Larry Schaaf snímek zkoumal, tak prohlásil, že autorem Talbot rozhodně není. Jednalo se o fotogram dnes známý jako Quillan Leaf (List z Quillanu). Vzhledem k určitým spekulacím o tom, kdo mohl obraz vytvořit, Sotheby uvedla v prodejním katalogu pod snímkem "Fotograf neznámý". Zápis katalogu zahrnoval tři stránky dokumentace a poznámky Larryho Schaafa.
V době dražby měl fotogram listu jasný původ. Pocházel z alba, které původně patřilo Henrymu Brightovi z Ham Green v anglickém Bristolu. Původní album obsahovalo původně sedm fotogramů a několik akvarelů a kreseb, ale do doby aukce se dochovaly pouze fotogramy.
Tisk měl na své zadní straně zřetelně jasné písmeno "W" spolu s dalšími písmeny, která vypadala jako iniciály "HB". Po pečlivém studiu tisku Schaaf spekuloval, že "W" by mohlo znamenat iniciály Thomase Wedgwooda, a že fotogram mohl být vytvořen ještě před rokem 1805. Na základě nejistoty týkající se autorství a stáří, Sotheby's stáhl fotogram z prodeje až do výsledků dalšího výzkumu.
Larry Schaaf začal zkoumat možné souvislosti s Henrym Brightem a tehdy známými fotografy v oblasti Bristolu. Zjistil, že písmeno "W" na tiscích používal také William West, o kterém bylo známo, že jako jeden z prvních pořizoval fotografické snímky v Bristolu. Další výzkum ho vedl ke zjištění, že to, co se zdálo jako iniciály "HB", tak byly vlastně písmena "S.A.B." a rukopis odpovídal iniciálům na akvarelech, o kterých se ví, že jejich autorkou je Sarah Anne Brightová. Schaaf dospěl k závěru, že Brightová je také autorkou zmíněné fotografie a v červnu 2015 oznámil své nálezy na přednášce na univerzitě v Lincolnu.